# Mistrzostwa Azji w Piłce Siatkowej Kobiet 2003
XII Mistrzostwa Azji w piłce siatkowej kobiet odbyły się w 2003 roku w Ho Chi Minh w Wietnamie. W mistrzostwach wystartowało 10 reprezentacji. Mistrzem została reprezentacja Chin - po raz dziesiąty w historii. W mistrzostwach nie zadebiutowała żadna reprezentacja.

## Klasyfikacja końcowa
| Miejsce | Reprezentacja    |
| ------- | ---------------- |
|         | Chiny            |
|         | Japonia          |
|         | Korea Południowa |
| 4.      | Tajlandia        |
| 5.      | Chińskie Tajpej  |
| 6.      | Wietnam          |
| 7.      | Kazachstan       |
| 8.      | Filipiny         |
| 9.      | Australia        |
| 10.     | Nowa Zelandia    |